# Motown 25: Yesterday, Today, Forever
Pour plus de détails, voir Fiche technique et Distribution.
Motown 25: Yesterday, Today, Forever est un évènement musical télévisé américain conçu par Suzanne Coston, Buz Kohan (en) et réalisé par Don Mischer (en) pour Motown afin de célébrer le 25e anniversaire de la maison de disques. Le spectacle a eu lieu le 25 mars 1983 au Pasadena Civic Auditorium (en) à Los Angeles et a été retransmis sur la chaîne NBC le 16 mai en première partie de soirée. 

## Billie Jean
Le moment anthologique de ce spectacle fut la prestation de Michael Jackson sur Billie Jean (chanson sortie en single quelques mois plus tôt et extraite de l'album Thriller). Il s'agit du seul titre joué lors de cette cérémonie à n'être pas sorti sous le label Motown, condition pour que l'artiste accepte de participer à l'émission.
Après avoir chanté quelques tubes emblématiques des Jackson Five avec ses frères, Michael Jackson interprète pour la première fois la chanson, accompagnée d'une chorégraphie. Vêtu de ce qui deviendra la signature visuelle de Billie Jean en concert (fédora noir, gant blanc et veste noire à paillettes), il réalise pour la première fois en public le mouvement de danse du moonwalk — appris grâce au chorégraphe Jeffrey Daniel — qui deviendra emblématique de la chanson et de l'artiste.  Cette prestation eut un retentissement considérable sur les ventes du single Billie Jean et de l'album Thriller.

## Fiche technique
- Titre : Motown 25: Yesterday, Today, Forever
- Réalisation : Don Mischer
- Direction artistique : Bob Keene
- Montage : Danny White
- Costumes : Jay Jaxon
- Production : Suzanne Coston, Buz Kohan et Don Mischer
  - Producteur délégué : Suzanne de Passe
- Société de production : Motown Productions
- Distribution :

 États-Unis : NBC
- Genre : spectacle musical, documentaire
- Durée : 93 minutes
- Pays d'origine :  États-Unis
- Langue originale : anglais
- Format : Couleur 1.78:1
- Dates de sortie :

 États-Unis : 16 mai 1983 (première diffusion sur NBC)
 : 30 janvier 1990 (VHS), 30 septembre 2014 (DVD)

## Divers
- En septembre 2023, le fédora noir de Michael Jackson porté lors du show Motown 25 a été vendu pour 77 640 € lors d'une vente aux enchères à l'Hôtel Drouot[2].